# Lucien Laberthonnière
Lucien Laberthonnière (Chazelet, 5 oktober 1860 - Parijs, 6 oktober 1932) was een Frans theoloog en filosoof. Hij ontwikkelde een pragmatische visie op religieuze waarheid, moreel dogmatisme genoemd, die hij vooral uiteenzette in zijn werken Essais de philosophie religieuse (1903) en Le réalisme chrétien et l'idéalisme grec (1904), beide later op de Index gezet. Hij is verder sterk beïnvloed door de filosofie van Henri Bergson en zijn werk wordt dan ook geplaatst binnen de levensfilosofie.

## Leven en werk
Laberthonnière wordt geboren op vijf oktober 1860 te Chazelet. In 1886 wordt hij tot priester gewijd, en in diezelfde periode begint zijn innige vriendschap met de filosoof Maurice Blondel. Hij stelde zich tot taak een christelijke filosofie op te stellen, tegengesteld aan het toen heersende christelijk realisme en Grieks idealisme. Van 1905 tot 1913 is hij redacteur van het tijdschrift Annales de philosophie chrétienne, en moet in dat verband veel kritiek van mede-theologen verduren. In 1906 worden zijn werken op de Index van Verboden Boeken van de Katholieke Kerk gezet, waarna Laberthonnière weigert ooit nog iets te publiceren.

## Filosofie
Laberthonnière was voornamelijk een godsdienstfilosoof en een van de leidende figuren in de modernisme-beweging in de Katholieke Kerk. Hij is voornamelijk beïnvloed door Maine de Biran, Émile Boutroux en de eerder vermelde Maurice Blondel, hoewel hij zich later zal distantiëren van Blondel omdat hij deze te intellectualistisch vond. Hijzelf nam een pragmatisch standpunt in en had een afkeer van speculatieve filosofie. Zo verwierp hij de thomistische pogingen om een synthese te vinden tussen rede en geloof; hij was van mening dat men deze niet kon combineren, maar juist een keuze moest maken tussen beide. Op deze wijze bracht zijn filosofie hem in conflict met de Katholieke Kerk.
De taak van de filosofie zag Laberthonnière in het geven van zin aan het leven, en hij was van mening dat dit ook altijd impliciet bij alle filosofie aanwezig was, zelfs bij metafysica, ook al was de metafysicus zich hier niet van bewust. De waarde van een filosofie zat dus in haar leefbaarheid of haar nut voor het leven. Op deze wijze is het criterium voor filosofische waarheid dus een pragmatische test.
Hoewel hij van mening was dat dit pragmatisch of existentieel element in elke filosofie kon aangeduid worden, was hij er ook van overtuigd dat sommige theorieën beter geschikt waren voor het leven dan anderen. In zijn werk Le réalisme chrétien et l'idéalisme grec (1904) zet hij het contrast uiteen tussen de Griekse filosofie en het christelijke denken. De Griekse filosofie hield zich voornamelijk bezig met abstracte essenties, zag God als iets statisch' en onveranderlijks (zo bijvoorbeeld de Onbewogen Beweger bij Aristoteles) en vatte zuivere contemplatie op als ideaal voor de mens. Daartegenover staat het christendom, dat getypeerd kan worden als realistisch, minder idealistisch en intellectualistisch. Het christelijke denken houdt zich volgens Laberthonnière bezig met het concrete leven en handelen, en vat God als iets actiefs op. Hierdoor ook kan de waarheid bij het christendom niet verkregen worden door intellectuele contemplatie; waarheid moet opgevat worden als iets concreets, intrinsiek aan het leven, en waar we enkel toe komen door te leven en haar zo zelf te creëren. Deze standpunten zijn zeer verwant aan het pragmatisme, maar Laberthonnière was er niet van overtuigd dat religie gereduceerd kon worden tot een loutere praktische bezigheid, of dat men het naturalistisch moet opvatten.

### Postume publicaties
- Études sur Descartes, 2 vol., 1935.
- Étude de philosophie cartésienne et Premiers écrits philosophiques, 1937.
- Esquisse d'une philosophie personnaliste, 1945.
- Pangermanisme et christianisme, 1945.
- Sciut ministrator, 1947.
- Critique du laïcisme, 1948.
- La notion chrétienne de l'autorité, 1955.

- Bibliothèque nationale de France: cb11910372r (data)
- Gemeinsame Normdatei: 118778331
- International Standard Name Identifier: 0000 0001 0859 5799
- Library of Congress Control Number: n50041303
- Nationale Bibliotheek van Israël: 987007274273305171
- Nederlandse Thesaurus van Auteursnamen: 068435533
- Istituto Centrale per il Catalogo Unico: RAVV043098
- Système universitaire de documentation: 026957221
- Trove: 898240
- Virtual International Authority File: 100899935
- WorldCat: E39PBJrcpwB7dRCrg6MftFtxjC